# Violette Goehring
Pour les articles homonymes, voir Goehring.
Violette Goehring, née à Genève en 1900 et morte en 1984 à Vandœuvres, est une peintre et sculptrice suisse.

## Parcours professionnel
Après des études à l’École des beaux-arts de Genève (élève de Maurice Sarkisoff et Alexandre Blanchet), elle est membre et présidente de la Société suisse des femmes peintres, sculpteurs et décorateurs (SSFPSD). Elle a participé souvent à des jurys dans toute la Suisse. Elle a enseigné le dessin et la peinture à la prison de Champ-Dollon (Genève). Elle épouse Jean Goehring, violoniste de l’OSR.

## Distinctions
Prix Harvey pour le portrait.

## Expositions
Elle a participé à des expositions collectives en Suisse dès 1941 et fait des expositions personnelles :
- 1957 : Musée Rath, du 2 au 25 novembre[2]
- 1971[3]
- 1973 : Athénée, Salle Crosnier[4]
- 1979/1980 : Musée Rath, du 13 décembre 1979 au 10 février 1980[5]
- 1984 : Musée Rath[6]

## Collections publiques
Œuvres acquises par les musées de Bâle et de Genève (Musée d'art et d'histoire de Genève : Jeune femme au foulard mauve, 1955 ; Ferme de Malagriffat, et par la Confédération.